# Calónimo
Calónimo de Alejandría (en griego: Καλώνυμος 'Αλεξανδρεύς) fue un comandante naval bizantino, famoso por encabeza la flota principal en la guerra vándala (533–534). La fuente principal sobre él es Procopio.

## Biografía
Calónimo era probablemente nativo de Alejandría, la capital de la Diócesis de Egipto. En 533, fue nombrado comandante de la flota bizantina durante la guerra vándala. Su misión era transportar las tropas de Belisario al Reino de Vándalo de África del norte. Procopio narra en detalle la fuerza naval reunida: "Y para la fuerza entera quinientos barcos fueron requeridos, ninguno capaz de llevar más de cincuenta mil medimni, ninguno menos de tres mil. Y en todos los barcos juntos había treinta mil marineros, egipcios y jonios mayoritariamente, y cilicios y un comandante fue nombrado sobre todos los barcos, Calónimo de Alejandría. Y se prepararon también barcos de guerra preparados para combatir en el mar, de número noventa y dos, y eran barcos de una fila de remos con una cubierta para que los remeres no estuvieran expuestos a los ataques del enemigo. Tales barcos se llaman "dromones" por los de nuestro tiempo, ya que son capaces de lograr una gran velocidad. En estos navegaban dos mil hombres de Bizancio, todos remeros así como luchadores; de forma que no hubiera un solo hombre superflue entre ellos."
Mientras que este pasaje no le da un título concreto, uno más tardío le llama navarca ("dirigente de los barcos", almirante):  "Cuando partimos de allí era imposible vislumbrar los barcos. Las rocas altas que se extienden bien entrado el mar obligan a los marineros a hacer un largo circuito y hay un largo promontorio al fondo del cual yace la ciudad de Hermes. Belisario por tanto mandó a Arquelao, el prefecto, y Calónimo, el almirante, no dirigirse a Cartago, sino quedarse aproximadamente a doscientos estadios de distancia, desde donde él los convocará. Y partiendo de Grasse vinimos el cuarto día a Decimum, a setenta estadios de distancia de Cartago."
Durante la caída de Cartago, capital del Reino Vándalo, Calónimo saqueó las propiedades de los mercaderes locales según las crónicas. Así violó una orden de Belisario. Procopio narra "Belisario impidió la entrada [de soldados] para prevenir cualquier emboscada del enemigo sobre sus hombres, y también para impedir que los soldados tuvieran libertad para saquear, como pueden bajo la ocultación de noche. En aquel día, un viento del este se levantó para ellos, los barcos lograron alcanzar el promontorios, y los cartagineses, al verlos, retiraron las cadenas de hierro defensivas del puerto qué  llaman Mandracium, haciendo posible que la flota entrara... Allí  llegaron aproximadamente en el crepúsculo y anclaron, exceptó, de hecho, aquel Calónimo con algunos de los marineros que, desobedeciendo al general y al resto, fueron en secreto a Mandracium, sin que nadie osara obstaculizarles, y saquearon las propiedades de los mercaderes que vivían del mar, tanto extranjeros como cartagineses."
Calónimo atestiguó a su inocencia bajo juramento y fue liberado. Procopio afirma que Calónimo era de hecho culpable y logró quedarse lo robado. Regresó sin incidentes a Constantinopla, muriendo allí de aplopejía. Procopio Narra: "Al día siguiente Belisario mandó a aquellos en los barcos desembarcar, y después de que ordenara al ejército entero en formación de batalla, marchó a Cartago; ya que temía menos encontrar trampas del enemigo. Allí recordó a los soldados extensamente cuán buena fortuna habían tenido porque habían mostrado moderación hacia los libios y les exhortó sinceramente a preservar el orden en Cartago con el mayor de los cuidados. Pues todos los libios habían sido romanos en tiempos anteriores y habían caído bajo los vándalos en contra de sus deseos y padecido muchos ultrajes en manos de estos bárbaros. Por esta razón el emperador había declarado la guerra a los vándalos, y no era apropiado que recibieran ningún daño de aquellos que habían batallado contra los vándalos por liberarlos... Y Belisario hizo jurar a Calónimo que haría públicos todos sus robos. Y Calónimo, jurando y desatendiendo lo jurado, de momento hizo lo saqueado su propiedad, pero no mucho tiempo después pagó su justa pena en Bizancio. Pues fue tomado con la enfermedad llamada apoplejía, devino demente y mordió su lengua propia y entonces murió. Pero esto pasó en tiempos más tardíos.